# The Top of the World
The Top of the World è un film muto del 1925 diretto da George Melford.
La sceneggiatura si basa sull'omonimo romanzo di Ethel May Dell pubblicato a Londra e a New York nel 1920.

## Produzione
Il film, conosciuto anche come The End of the World, fu prodotto dalla Famous Players-Lasky Corporation.

## Distribuzione
Il copyright del film, richiesto dalla Famous Players-Lasky Corp., fu registrato il 31 dicembre 1924 con il numero LP20967.
Distribuito dalla Paramount Pictures e presentato da Jesse L. Lasky e Adolph Zukor, il film uscì nelle sale statunitensi il 9 febbraio 1925. In Finlandia, fu distribuito il 12 aprile 1926.
Non si conoscono copie ancora esistenti della pellicola che viene considerata presumibilmente perduta.